# При исполнении 4: Свидетель
«При исполнении 4: Свидетель» (иер. трад. 皇家師姐IV直擊証人, упр. 皇家师姐IV直击证人, кант.-рус.: Вон ка си че IV Чик кик чин янь, англ. In the Line of Duty 4) — гонконгский криминальный боевик 1989 года, снятый режиссёром и постановщиком боевых сцен Юнь Вопхином по сценарию Энтони Вона и Чён Чисина. Главные роли в фильме исполнили Синтия Хан, Донни Йен, Юнь Ятчхо и Майкл Вон.

## Сюжет
Когда полицейского из Сиэтла ловят во время скрытой съёмки заключения сделки по продаже наркотиков с участием агента ЦРУ, его убивают. Перед смертью страж порядка успевает передать киноплёнку случайному прохожему Лук Ваньтхину. Из-за стечения обстоятельств полиция считает, что Ваньтхин убийца и торговец наркотиками. В стремлении скрыться, подозреваемый, только что получивший Зелёную карту, с неохотой отправляется в Гонконг, но американская полиция отправляет Майкла Вона, Донни Яна и Ён Лайчхин за беглецом вернуть его обратно. Теперь за Ваньтхином гонится полиция и ЦРУ, чтобы заполучить плёнку, которую он потерял.

## В ролях
| Актёр       | Роль                    |
| ----------- | ----------------------- |
| Синтия Хан  | инспектор Ён Лайчхин    |
| Донни Йен   | капитан Донни Ян        |
| Юнь Ятчхо   | Лук Ваньтхин            |
| Майкл Вон   | капитан Майкл Вон       |
| Лиза Цзяо   | мать Ваньтхина          |
| Вай Кэйсёнь | офицер полиции Гонконга |
| Лиу Кхайчи  | Тхинь Каумин            |

## Кассовые сборы
Премьера в кинопрокате Гонконга состоялась 21 июля 1989 года. Суммарные кассовые сборы фильма за 20 дней с 21 июля по 9 августа 1989 года составили 12 100 193 гонконгских доллара.